# Sankt Peter am Kammersberg
Sankt Peter am Kammersberg is een gemeente in de Oostenrijkse deelstaat Stiermarken, en maakt deel uit van het district Murau.
Sankt Peter am Kammersberg telt 2175 inwoners.
Stadsgemeenten:
Murau ·
Oberwölz

Marktgemeenten:
Mühlen ·
Neumarkt in der Steiermark ·
Sankt Lambrecht ·
Sankt Peter am Kammersberg
Scheifling ·

Overige gemeenten:
Krakau ·
Niederwölz ·
Ranten ·
Sankt Georgen am Kreischberg ·
Schöder ·
Stadl-Predlitz ·
Teufenbach-Katsch
- Gemeinsame Normdatei: 4105327-8
- Virtual International Authority File: 235515316